# Die Nacht hat viele Augen
Die Nacht hat viele Augen (Originaltitel: Stakeout) ist ein US-amerikanischer Spielfilm unter der Regie von John Badham. Die von Richard Dreyfuss und Emilio Estevez gespielten Polizisten Chris und Bill observieren die Wohnung Marias (Madeleine Stowe), deren Freund (Aidan Quinn) aus dem Gefängnis geflohen ist. Chris verliebt sich in die junge Frau.

## Handlung
Als der verurteilte Mörder Richard Montgomery aus dem Gefängnis ausbricht, werden mögliche Kontaktpersonen vom FBI überwacht, darunter auch Montgomerys Ex-Freundin Maria, die in Seattle wohnt. Die Nachtschicht der Überwachung Marias aus dem gegenüberliegenden leerstehenden Haus übernehmen in Amtshilfe die Kriminalpolizisten Chris Lecce und Bill Reimers, die sich mit ihren Kollegen Jack und Phil abwechseln. Lecce und Reimers arbeiten seit längerer Zeit als Team zusammen.
Nachdem Lecce als Techniker getarnt Marias Telefon verwanzt hat, wird er später zufällig von ihr im Supermarkt wiedererkannt und zu ihr nach Hause zum Essen eingeladen. Dabei verliebt sich Lecce in sie. Da die Kollegen außer Reimers nichts davon mitbekommen dürfen und Lecce Maria weiterhin überwachen muss, kommt es zu mehreren skurrilen Situationen. Nach einer Verfolgungsjagd Montgomerys mit der Polizei stürzt Montgomerys Auto in einen Fluss, und das FBI erklärt ihn für tot.
Die Überwachung wird abgebrochen, und Chris muss sich überlegen, wie er Maria die Wahrheit beibringt. Gerade in diesem Augenblick taucht Montgomery tatsächlich bei Maria auf und trifft dabei auf Chris, der sich in der Not als Ex-Bankräuber ausgibt. Reimers, der alles durch das Fenster beobachtet hatte und Chris zu Hilfe kommen möchte, wird durch Chris höchstpersönlich k. o. geschlagen, damit er sich nicht verplappert und um Montgomery zu hindern, auf ihn zu schießen. Als Montgomery Bills Polizeimarke entdeckt, gibt Chris an, er wäre nicht hinter Montgomery her, sondern hinter ihm. Montgomery nimmt danach Maria, Chris und Bill mit auf seiner weiteren Flucht. In einem Sägewerk kommt es zum Showdown, in dem Chris und Bill Maria retten und Montgomery tödlich verletzt wird.

## Trivia
Am Anfang des Films spielen Chris und Bill ein Ratespiel um Filmzitate. Bill fragt Chris: „Es war kein Bootsunfall?“, worauf Chris entgegnet: „Ich weiß nicht!“. Das Zitat ist eine Anspielung auf die Rolle von Dreyfuss in dem Thriller Der weiße Hai.

## Kritik
film-dienst 2/1988 schrieb, der Film sei „routinierte Unterhaltung, die die Basis des Gangster- und Detektivfilms für eine Mischung von komischen Passagen und Action“ nutze sowie „Gespür für Atmosphäre und Spannung“ beweise.

## Auszeichnungen
- Jim Kouf gewann den Edgar Allan Poe Award für das beste Drehbuch eines Spielfilms
- Arthur B. Rubinstein gewann den BMI Film Music Award.
- Die Deutsche Film- und Medienbewertung FBW in Wiesbaden verlieh dem Film das Prädikat wertvoll.

## Hintergründe
Das Konzept des Films weist Parallelen mit Alfred Hitchcocks klassischem Thriller Das Fenster zum Hof (1954) auf, in dem ebenfalls Protagonisten aus einer Wohnung heraus rätselhafte Vorgänge in einer anderen Wohnung zunächst nur beobachten und dann mehr und mehr hineingezogen werden. An den Kinokassen war Die Nacht hat viele Augen ein finanzieller Erfolg. Er spielte bei Produktionskosten von 14,5 Millionen Dollar ca. 65 Millionen Dollar ein.
Im Jahr 1993 entstand mit gleichem Stab und gleicher Besetzung die Fortsetzung Die Abservierer (Another Stakeout). Neben Richard Dreyfuss und Emilio Estevez übernahm Rosie O’Donnell eine weitere Hauptrolle. Dieser Film konnte an den Erfolg des ersten Films nicht anschließen und floppte an den Kassen.